# Hangzhou
Hangzhou (en chino, 杭州, en wu: /ɦɑ̃.tse/, en mandarín: Hángzhōuⓘ) es la capital y la ciudad más grande de la provincia de Zhejiang en la República Popular China. Está situada en las riberas del río Qiantang, cerca de su desembocadura, y a la cabeza de la bahía de Hangzhou, que separa Shanghái y Ningbo. Hangzhou cobró relevancia al ser el extremo sur del Gran Canal, y ha sido una de las ciudades chinas con más renombre durante el último milenio.
El Lago Oeste, patrimonio de la Humanidad reconocido por la UNESCO, está entre sus atracciones más conocidas.

## División administrativa
Desde el 9 de abril de 2021 la subprovincia de Hangzhou se divide en 13 localidades que se administran en 10 distritos urbanos, 1 ciudad satélite y 2 condados.
|                           |            |        |               |            |
| —                         | Nombre     | Hanzi  | Hanyu Pinyin  | Área (km²) |
| Distritos central urbanos |            |        |               |            |
|                           | Gongshu    | 拱墅区 | Gǒngshù Qū    | 69,25      |
|                           | Xiacheng   | 下城区 | Xiàchéng Qū   | 29,33      |
|                           | Shangcheng | 上城区 | Shàngchéng Qū | 26,06      |
|                           | Jianggan   | 江干区 | Jiānggàn Qū   | 200        |
|                           | Xihu       | 西湖区 | Xīhú Qū       | 309,41     |
|                           | Binjiang   | 滨江区 | Bīnjiāng Qū   | 72,22      |
| Distritos suburbanos      |            |        |               |            |
|                           | Yuhang     | 余杭区 | Yúháng Qū     | 1228,41    |
|                           | Xiaoshan   | 萧山区 | Xiāoshān Qū   | 1417,83    |
|                           | Fuyang     | 富阳区 | Fùyáng Qū     | 1821,03    |
|                           | Lin'an     | 临安区 | Lín'ān Qū     | 3118,77    |
| Ciudad                    |            |        |               |            |
|                           | Jiande     | 建德市 | Jiàndé Shì    | 2314,19    |
| Condados                  |            |        |               |            |
|                           | Tonglu     | 桐庐县 | Tónglú Xiàn   | 1829,59    |
|                           | Chun'an    | 淳安县 | Chún'ān Xiàn  | 4417,48    |

## Geografía
La ciudad de Hangzhou yace en el delta del río Yangtsé y hace frontera al este con la bahía de Hangzhou. Dentro de la ciudad se ubica el lago del Oeste, el cual fue nombrado Patrimonio de la Humanidad en el 2011. El río Qiantang divide la ciudad en norte y sur, siendo el norte el de mayor población.

## Historia
La ciudad ganó importancia gracias a la construcción durante la dinastía Sui del Gran Canal de China. Durante ese periodo se construyó la muralla de la ciudad. Fue la capital de la dinastía Song del sur (1127–1279). A partir del año 1138 se convirtió en un importante centro de comercio. La industria de la ciudad se especializó en la porcelana y los textiles.
El explorador Marco Polo visitó Hangzhou a finales del siglo XIII y dijo de ella que era “la ciudad más suntuosa y elegante del mundo”. Hasta la dinastía Ming, fue un puerto importante. A partir de ese periodo, y como consecuencia de los continuos ataques de los piratas japoneses, Hangzhou perdió importancia. En 1555 la ciudad fue saqueada por los piratas. En 1861 sufrió el ataque de los rebeldes del Reino Celestial de los Taiping que tomaron y saquearon la ciudad. Hangzhou no fue recuperada por las tropas imperiales hasta 1863. Este conflicto entre rebeldes y tropas imperiales causó más de medio millón de bajas entre la población.
Hangzhou estuvo bajo el control de la República de China y el gobierno del Kuomintang de 1927 a 1937. De 1937 a 1945, la ciudad estuvo ocupada por Japón. El Kuomintang regresó en 1945, y la gobernó hasta el 3 de mayo de 1949, cuando el Ejército Popular de Liberación entró en Hangzhou y la ciudad cayó bajo el control del Partido Comunista.
En septiembre de 2015, se otorgó la celebración de los Juegos Asiáticos de 2022, convirtiéndose en la tercera ciudad china en organizarlos, después de Pekín en 1990 y Guangzhou en 2010.

## Galería

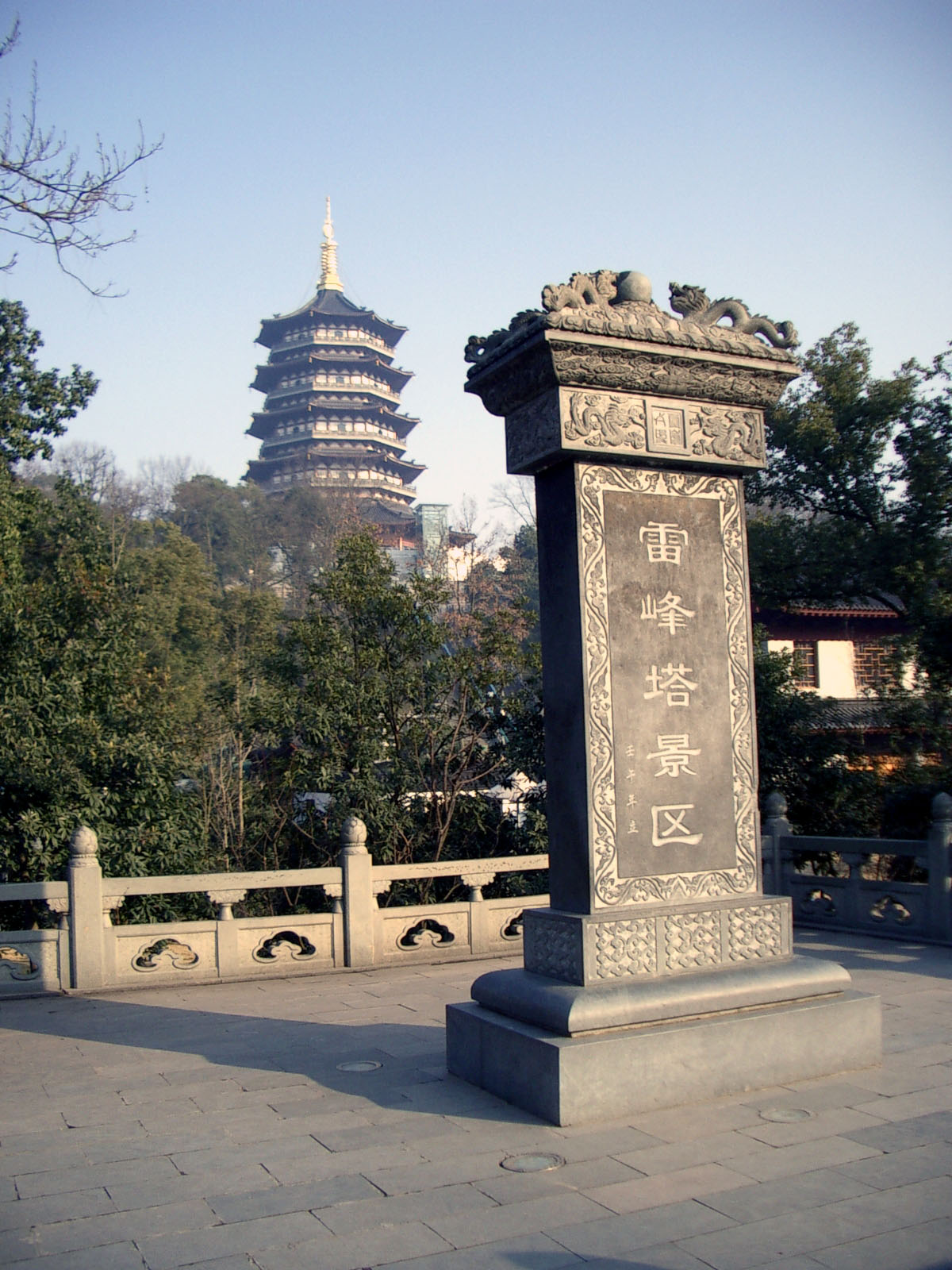
Pagoda de Leifeng
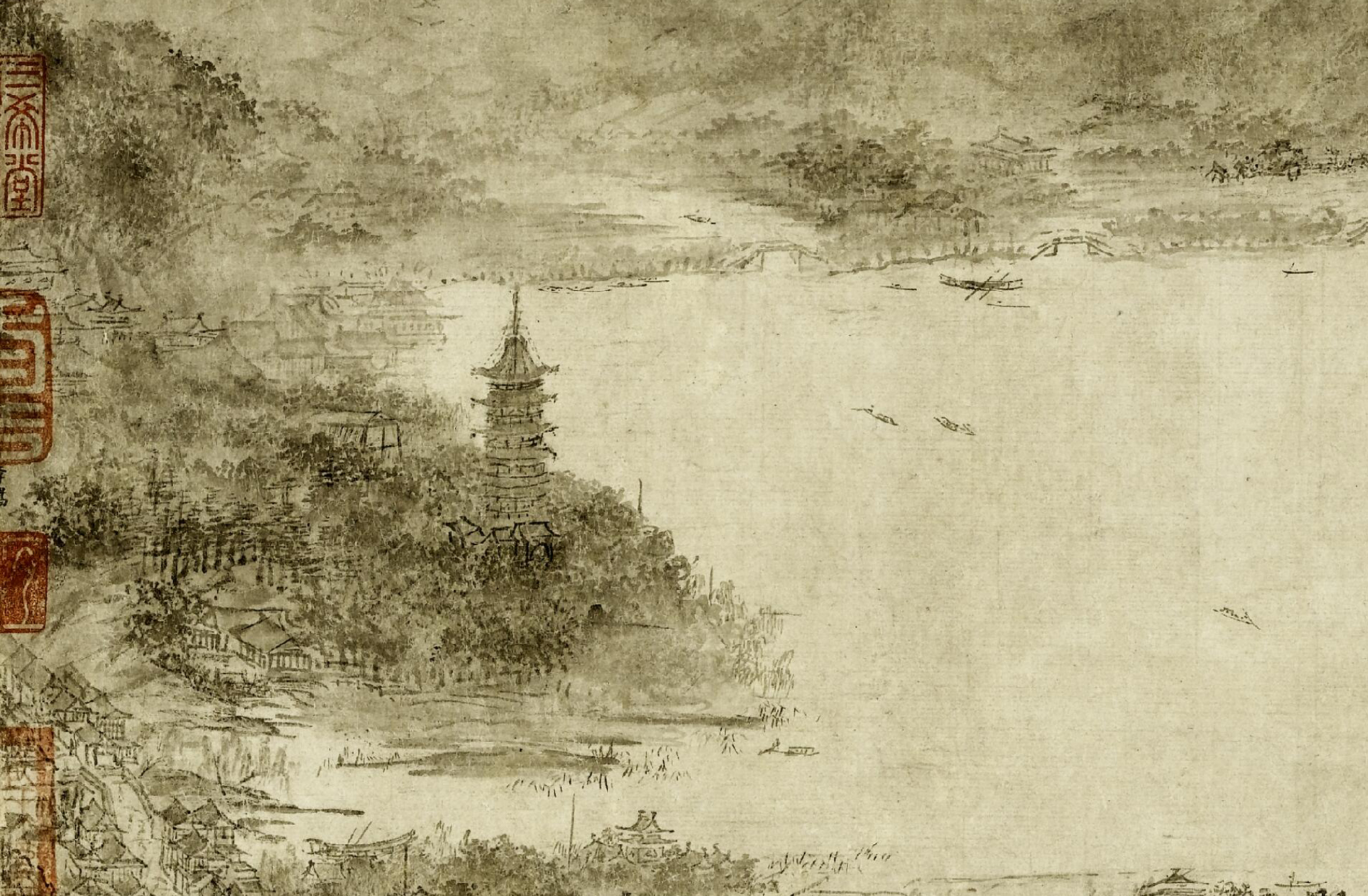
Paisaje de Xi Hu por Li Song (1190–1264)
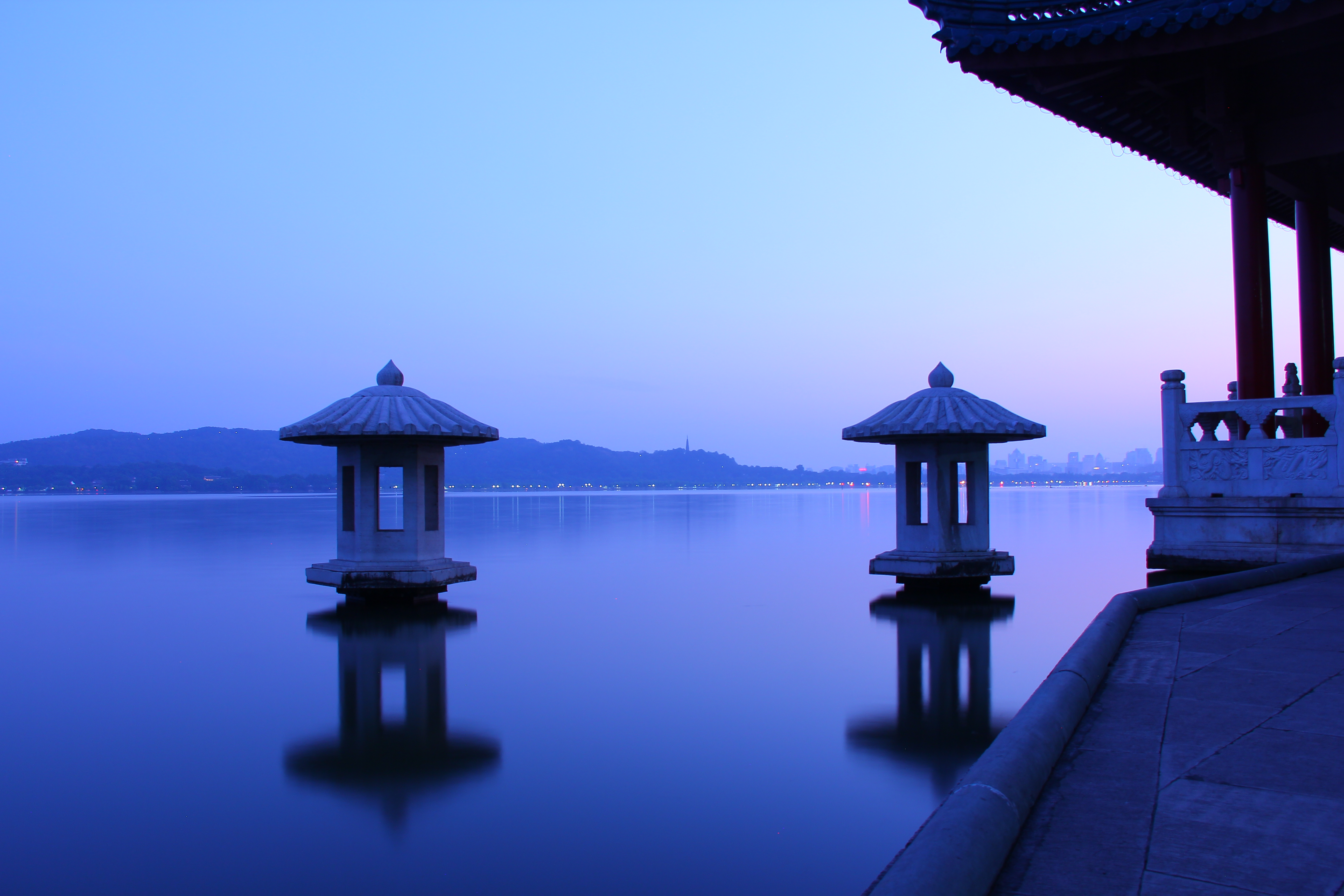
Lago del Oeste
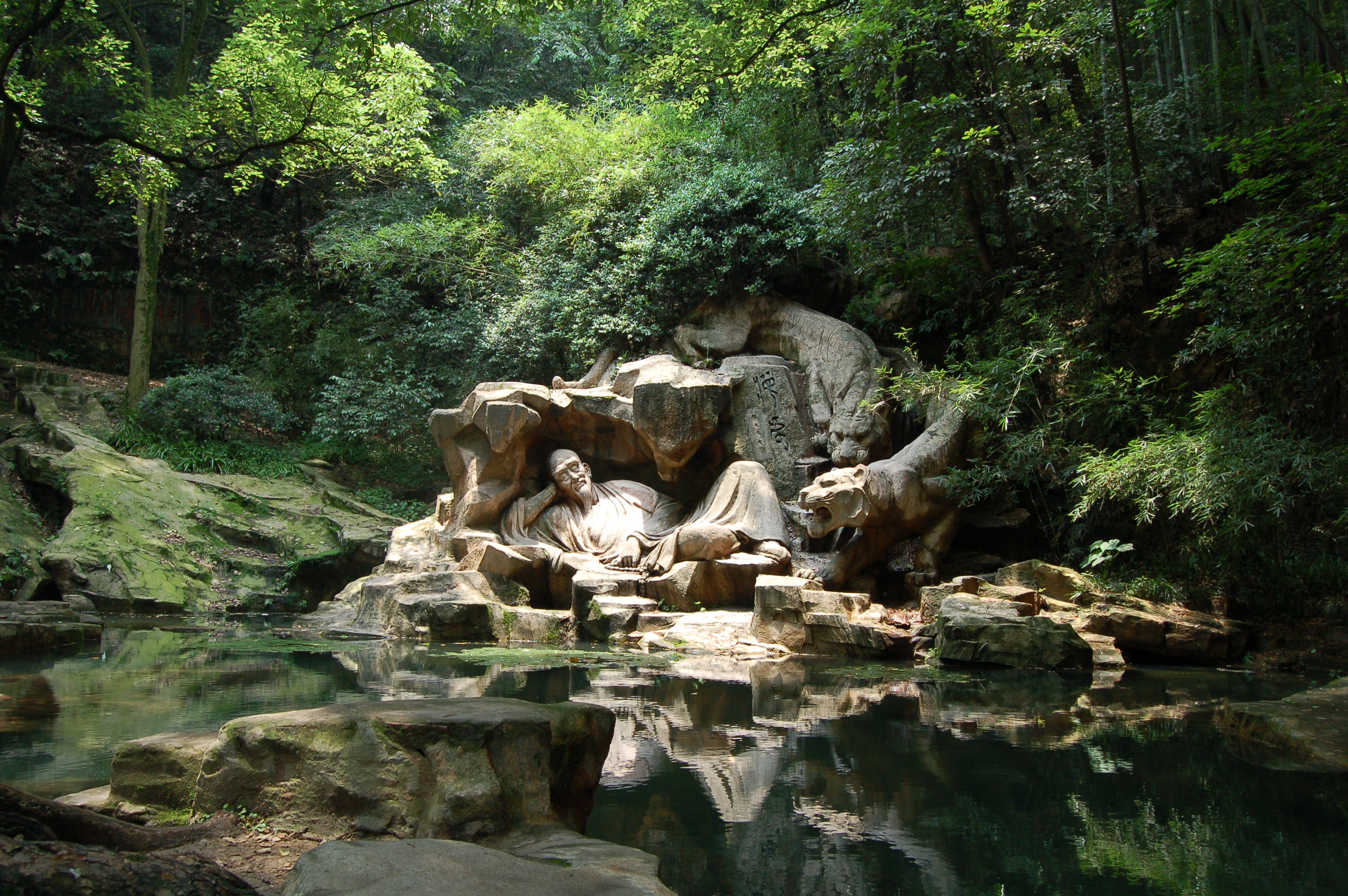
Manantial del Tigre Corriendo, lugar de entierro del monje Jigong

## Economía
Las industrias tradicionales de Hangzhou son la de la seda, maquinaria y textil pero la industria electrónica se ha desarrollado con rapidez en la zona, sobre todo después del cambio en el sistema económico del país ocurrido en 1992. La ciudad se ha convertido también en uno de los destinos turísticos más visitados del país, lo que ha generado que una parte de la economía se dedique al sector servicios. En la zona se produce té verde; el té de la zona de Hangzhou es apreciado en todo el país por su alta calidad.
Cabe destacar que esta ciudad vio nacer al visionario y empresario emprendedor Jack Ma, el fundador de Alibaba, y actualmente el hombre más rico de China. La empresa que creó también vio la luz por primera vez desde el departamento de Ma en Hangzhou, en los años 1990. La sede del corporativo sigue estando en la ciudad de Hangzhou con un campus de enormes proporciones, similar al de sus pares estadounidenses en Silicon Valley.
Hangzhou figura en la lista de ciudades más ricas del mundo, debido a la cantidad de personas ricas que residen en ella, según la empresa Henley & Partners allí viven poco más de 32, 200 persona con un patrimonio de más de un millón de dólares.

## Demografía
| Gráfica de evolución de Hangzhou entre 1950 y 2020 |
|                                                    |

## Deportes
El equipo de fútbol local es el Hangzhou F.C. (杭州绿城足球俱乐部). Fue fundado el 14 de enero de 1988 y juega desde el 2006 en la Superliga China. 
Los Xiquets de Hangzhou son una colla castellera china de la ciudad de Deqing, a unos 40 km al noroeste de Hangzhou. Fue creada en el 2010 por el empresario textil Qian Anhua, quien conoció los castells en un viaje a España en 2009 y decidió importarlos a su colonia textil, Antex (De Qing) Fashion Clothes Co. Ltd, como actividad social para los trabajadores de la empresa.

## Transporte

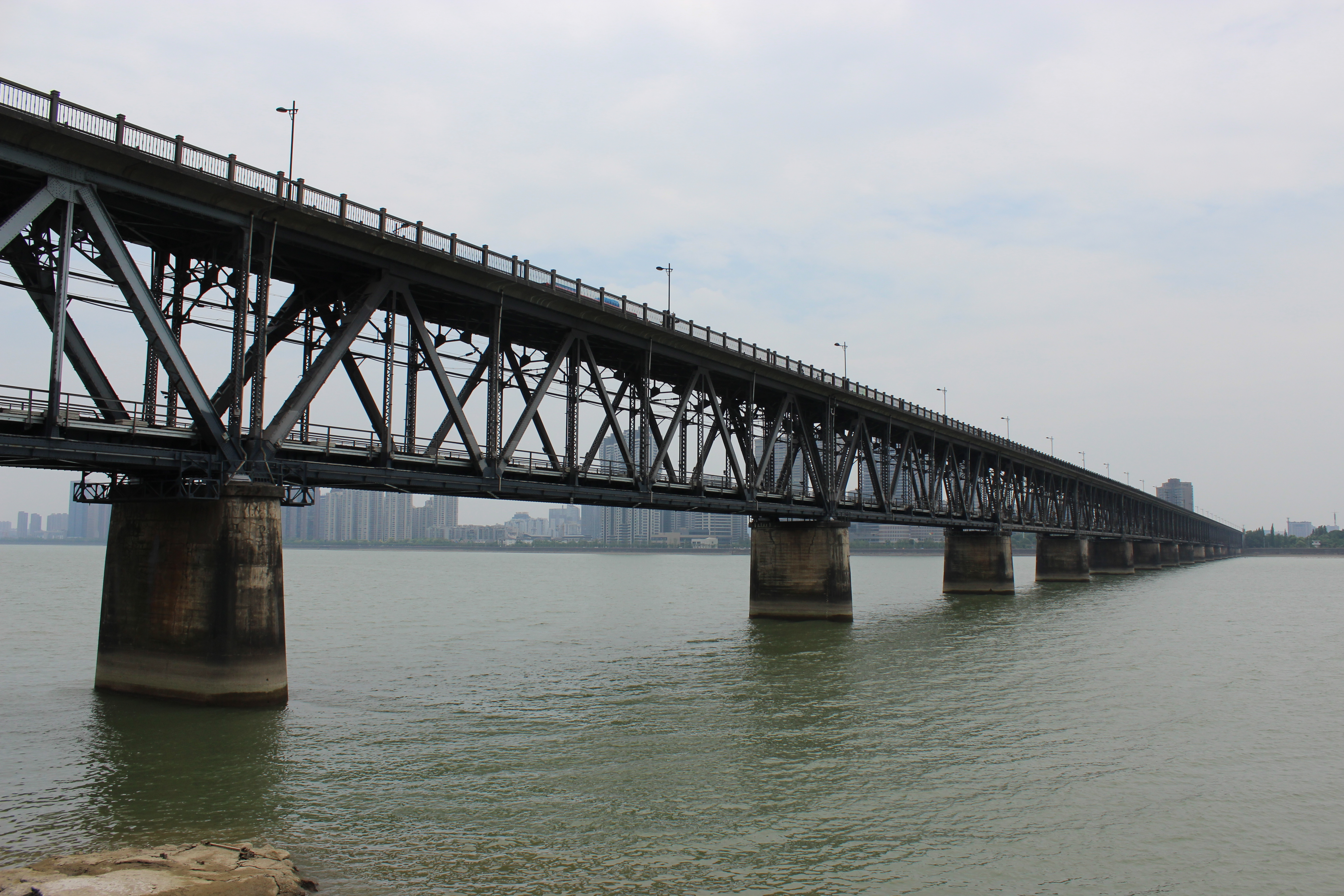
Vista del puente sobre el río Qiantang con doble tablero. El nivel superior sirve para el tráfico rodado, y el inferior para el tráfico ferroviario.

El Aeropuerto Internacional de Hangzhou Xiaoshan (杭州萧山国际机场) es el mayor de toda la región del delta del río Yangtsé. Según las estadísticas, en el año 2010 movió a más de 17 millones de pasajeros, siendo el noveno más ocupado de toda China y el octavo en cuanto a carga. Se ubica en el distrito Xiaoshan al oeste de la ciudad. Fue inaugurado el 30 de diciembre de 2000, remplazando el Aeropuerto Hangzhou Jianqiao (杭州笕桥机场), construido en 1931 para uso militar y que en el año 1956 se abrió al público. En 2004 pasó a ser internacional, abriendo rutas a más destinos en el país y alrededor del mundo.
La ciudad cuenta con trenes que corren por sus vías, como la estación de Hangzhou (杭州火车站), ubicada en el distrito Shangcheng, que fue inaugurada en 1907. La estación de Hangzhou Este fue inaugurada en 1992, y es parte del sistema de Metro de Hangzhou.
La ciudad se conecta directamente con Shanghái por la vía del metro Shanghái-Hangzhou (沪杭客运专线), de 200 km de largo, y con el tren Maglev (沪杭磁悬浮交通项目), cuya primera etapa fue construida en marzo de 2009, terminándose el proyecto por completo en 2014.

## Clima
La zona tiene un clima con inviernos fríos y veranos muy calurosos. La temperatura máxima media en julio es de 33 °C, mientras que la que se registra en enero es de 8 °C, con 1450 milímetros de lluvia promedio por año.
| Parámetros climáticos promedio de Hangzhou (1971-2000) | Parámetros climáticos promedio de Hangzhou (1971-2000) | Parámetros climáticos promedio de Hangzhou (1971-2000) | Parámetros climáticos promedio de Hangzhou (1971-2000) | Parámetros climáticos promedio de Hangzhou (1971-2000) | Parámetros climáticos promedio de Hangzhou (1971-2000) | Parámetros climáticos promedio de Hangzhou (1971-2000) | Parámetros climáticos promedio de Hangzhou (1971-2000) | Parámetros climáticos promedio de Hangzhou (1971-2000) | Parámetros climáticos promedio de Hangzhou (1971-2000) | Parámetros climáticos promedio de Hangzhou (1971-2000) | Parámetros climáticos promedio de Hangzhou (1971-2000) | Parámetros climáticos promedio de Hangzhou (1971-2000) | Parámetros climáticos promedio de Hangzhou (1971-2000) |
| Mes                                                    | Ene.                                                   | Feb.                                                   | Mar.                                                   | Abr.                                                   | May.                                                   | Jun.                                                   | Jul.                                                   | Ago.                                                   | Sep.                                                   | Oct.                                                   | Nov.                                                   | Dic.                                                   | Anual                                                  |
| ------------------------------------------------------ | ------------------------------------------------------ | ------------------------------------------------------ | ------------------------------------------------------ | ------------------------------------------------------ | ------------------------------------------------------ | ------------------------------------------------------ | ------------------------------------------------------ | ------------------------------------------------------ | ------------------------------------------------------ | ------------------------------------------------------ | ------------------------------------------------------ | ------------------------------------------------------ | ------------------------------------------------------ |
| Temp. máx. media (°C)                                  | 8.0                                                    | 9.4                                                    | 13.7                                                   | 20.6                                                   | 25.5                                                   | 28.6                                                   | 33.0                                                   | 32.4                                                   | 27.5                                                   | 22.7                                                   | 16.8                                                   | 11.1                                                   | 20.8                                                   |
| Temp. media (°C)                                       | 4.6                                                    | 6.4                                                    | 10.3                                                   | 16.2                                                   | 21.4                                                   | 24.7                                                   | 28.9                                                   | 28.2                                                   | 24.0                                                   | 18.8                                                   | 12.9                                                   | 7.0                                                    | 17.0                                                   |
| Temp. mín. media (°C)                                  | 1.5                                                    | 2.7                                                    | 6.4                                                    | 12.1                                                   | 17.0                                                   | 21.1                                                   | 24.9                                                   | 24.5                                                   | 20.3                                                   | 15.0                                                   | 8.9                                                    | 3.4                                                    | 13.2                                                   |
| Precipitación total (mm)                               | 73.2                                                   | 84.2                                                   | 138.2                                                  | 126.6                                                  | 146.6                                                  | 231.1                                                  | 159.4                                                  | 155.8                                                  | 145.2                                                  | 87.0                                                   | 60.1                                                   | 47.1                                                   | 1454.5                                                 |
| Días de precipitaciones (≥ 0.1 mm)                     | 12.4                                                   | 12.3                                                   | 16.3                                                   | 15.2                                                   | 14.6                                                   | 15.2                                                   | 13.0                                                   | 13.6                                                   | 12.6                                                   | 10.0                                                   | 8.6                                                    | 8.1                                                    | 151.9                                                  |
| Horas de sol                                           | 107.2                                                  | 99.1                                                   | 109.5                                                  | 140.6                                                  | 163.3                                                  | 141.9                                                  | 216.1                                                  | 209.5                                                  | 147.2                                                  | 148.3                                                  | 137.6                                                  | 136.2                                                  | 1756.5                                                 |
| Humedad relativa (%)                                   | 75                                                     | 75                                                     | 78                                                     | 76                                                     | 76                                                     | 81                                                     | 78                                                     | 79                                                     | 81                                                     | 77                                                     | 74                                                     | 72                                                     | 76.8                                                   |
| Fuente: China Meteorological Administration            |                                                        |                                                        |                                                        |                                                        |                                                        |                                                        |                                                        |                                                        |                                                        |                                                        |                                                        |                                                        |                                                        |

## Cultura popular
La novela El lector de cadáveres (2011) del escritor español Antonio Garrido está ambientada en Hangzhou (Lin'an), durante el periodo de la dinastía Song del Sur (1127-1279).

## Ciudades hermanadas
- Boston (Estados Unidos), desde 1982.
- Baguio City (Filipinas), desde el 13 de agosto de 1982
- Yeosu (Corea del Sur), desde el 1 de noviembre de 1000
- Paramaribo (Surinam), desde el 23 de mayo de 1998.
- Niza (Francia), desde el 3 de agosto de 1998.
- Budapest (Hungría), desde el 9 de agosto de 1999.
- Beit Shemesh (Israel), desde el 12 de marzo de 2000.
- Agadir (Marruecos), desde el 29 de junio de 2000.
- Curitiba (Brasil), desde el 19 de septiembre de 2001.
- Kazán (Rusia), desde el 16 de octubre de 2003.
- Ciudad del Cabo (Sudáfrica), desde el 18 de abril de 2005.
- Oviedo (España), desde el 13 de mayo de 2006.
- Cancún (México), desde el 17 de octubre de 2008.
- Pisa (Italia), desde el 17 de octubre de 2008
- Kuala Lumpur (Malasia), desde el 5 de marzo de 2009.
- Dresde (Alemania), desde 2009.
- Bahía Montego (Jamaica), desde 2010.
- Alajuela (Costa Rica), desde el 25 de septiembre de 2010.
- Loja (Ecuador), desde 2013.
- Bandung (Indonesia)
- El Calafate (Argentina), desde el 3 de noviembre de 2013.[5]